# Every Single Day -Complete BONNIE PINK (1995-2006) -
『Every Single Day -Complete BONNIE PINK（1995-2006）-』（エヴリ・シングル・デイ コンプリート・ボニーピンク）は、BONNIE PINKが2006年7月26日に発売した初の公式シングル・コレクション。
発売元はワーナーミュージック・ジャパン。CDコードは初回限定盤がWPZL-30044/6、通常盤がWPCL-10320/1。

## 概要
BONNIE PINKの活動10周年を記念して発売されたシングル・コレクション。2006年7月までに発売した21曲全てのシングルA面を網羅。過去アルバム未収録曲やアルバムからの楽曲などを7曲収録した、2枚組全28曲。
ポニーキャニオン時代の作品が1999年と2000年に2枚のベスト・アルバム『Bonnie's Kitchen ＃1』『Bonnie's Kitchen ＃2』としてリリースされていたが、本人の意向でなく移籍に伴いリリースされた作品で、いわゆる「非公式ベスト・アルバム」のため、本作が事実上の初の公式ベスト・アルバムとなる。
ワーナーミュージック・ジャパンからの発売であるが、権利問題をクリアしてポニーキャニオン時代の楽曲も当時のマスターテープを利用。そのまま収録されている。
DISC1には、ポニーキャニオン時代の楽曲、DISC2には、ワーナーミュージック・ジャパンからリリースされた楽曲を収録。このように分けられているのは権利関係のためなのか、音楽配信もされているもののDISC1は配信されず、DISC2のみ配信という不完全な状態で配信されている。
初回限定盤はDVD付3枚組で、紙ジャケット仕様の特殊パッケージ。通常盤は2枚組CD。DVDには、初DVD化となる6曲のMVを収録。
先行シングルである「A Perfect Sky」のヒットの効果やそれに伴うメディアへの露出の増加もあって、オリコン初登場2位を獲得。初回限定盤もほとんどの店で入手困難になった。現時点では、シングル、アルバム含めてBONNIE PINK最大のヒット作である。

## 収録曲

### DISC1
1. Heaven's Kitchen
  - 1997年発売の4枚目のシングル。
  - 味の素マヨネーズ「ピュアセレクト」CMソング。
  - 自身初のタイアップ付楽曲。
  - 松竹配給映画『落下する夕方』の劇中挿入歌にもなった。
2. Forget Me Not
  - 1998年発売の6枚目のシングル。
3. 泡になった
  - シングル「Surprise!」のカップリング曲。
4. かなわないこと
  - シングル「Do You Crash?」と「It's gonna rain!」のカップリング曲。
5. オレンジ
  - 1995年発売のデビュー･シングル。
6. 犬と月
  - 1998年発売の8枚目のシングルで、ポニーキャニオン時代最後のシングル。
  - 当時の自己最高売り上げを記録した。
  - デジタルツーカー北海道・北陸地区CMソング。
7. Surprise!
  - 1996年発売の2枚目のシングル。
8. Lie Lie Lie
  - アルバム『Heaven's Kitchen』収録。東映配給映画「Lie lie Lie」主題歌。
9. 金魚
  - 1998年発売の7枚目のシングル。
10. It's gonna rain!
  - 1997年発売の5枚目のシングル。
  - CX系アニメ『るろうに剣心 -明治剣客浪漫譚-』5代目エンディングテーマ。
  - 松竹配給映画『落下する夕方』の劇中挿入歌にもなった。
11. Do You Crash?
  - 1996年発売の3枚目のシングル。
12. The Last Thing I Can Do
  - シングル「Forget Me Not」のカップリング曲。
13. Evil and Flowers（piano version）
  - アルバム『evil and flowers』収録。

### DISC2
1. So Wonderful
  - 2005年発売の19枚目のシングル。
2. Daisy
  - 1999年発売の9枚目のシングル。
  - ワーナー移籍後最初のシングルとなった作品で、前作からおよそ1年もの間を空けての発売であった。
  - 昭和産業「太陽のリストランテパスタ」CMソング。
3. You Are Blue, So Am I
  - 2000年発売の10枚目のシングル。
4. 過去と現実
  - 2000年発売の11枚目のシングル。
  - 日本テレビ系「ZZZ ホットパンツ」エンディングテーマ。
5. Sleeping Child
  - 2000年発売の12枚目のシングル。
6. Tonight, the Night
  - 2003年発売の16枚目のシングル。
7. Take Me In
  - 2001年発売の13枚目のシングル。
  - DDIポケット「feelH"」CMソング。
8. 眠れない夜
  - 2001年発売の15枚目のシングル。
9. Thinking Of You
  - 2001年発売の14枚目のシングル。
  - テレビ朝日系「人気者でいこう!」エンディングテーマ。
10. New York
  - シングル「You Are Blue,So Am I」のカップリング曲。
11. LOVE IS BUBBLE
  - 2006年発売の20枚目のシングル。
  - 東宝配給映画『嫌われ松子の一生』テーマソング。この映画でBONNIE PINK本人がソープ嬢役として映画初出演し、この楽曲を歌唱していることも話題となった。
12. Private Laughter
  - 2004年発売の17枚目のシングル。
13. Souldiers
  - 2003年発売の自主レーベル製作のライブ・アルバム『Pink in Red』に収録されたボーナス・トラック。
14. A Perfect Sky
  - 2006年発売の21枚目のシングル。
  - 資生堂「ANESSA」CMソングとして使用され、CMと共に楽曲のヒットに繋がった。
  - 本作の先行シングルでもある。
15. Last Kiss
  - 2004年発売の18枚目のシングル。
  - フジテレビ系アニメ「GANTZ ～the first stage～」エンディングテーマ。

### 初回限定盤DVD
MV集。
1. Private Laughter
  - （ディレクター：夏目現）
2. Last Kiss
  - （ディレクター：夏目現(w/松本剛)）
3. Got Me A Feeling with DJ Mitsu the Beats(GAGLE),平井堅
  - （ディレクター：AOKI Studio）
  - 本作のCDには未収録の楽曲。
  - カバー・アルバム『REMINISCENCE』の収録曲で、Misty Oldlandのカバー。
  - GAGLEのDJ Mitsu the Beats、平井堅が参加している。
4. So Wonderful
  - （ディレクター：竹内鉄郎）
5. LOVE IS BUBBLE
  - （ディレクター：AOKI studio）
6. A Perfect Sky
  - （ディレクター：松本剛）